# Hemidactylus pumilio
Hemidactylus pumilio är en ödleart som beskrevs av  George Albert Boulenger 1899. Hemidactylus pumilio ingår i släktet Hemidactylus och familjen geckoödlor. IUCN kategoriserar arten globalt som livskraftig. Inga underarter finns listade i Catalogue of Life.